# U-20サッカー朝鮮民主主義人民共和国女子代表
U-20 サッカー朝鮮民主主義人民共和国女子代表は、朝鮮民主主義人民共和国サッカー協会によって編成される女子サッカーのサッカーの17歳以下の女子ナショナルチームである。20歳以下の選手を対象とするFIFA U-20女子ワールドカップに出場するためのチームである。そのため、FIFA U-20女子ワールドカップ前年のAFC U-19女子選手権にはU-19サッカー朝鮮民主主義人民共和国女子代表やU-18サッカー朝鮮民主主義人民共和国女子代表と呼称が変わる。

## FIFA U-20 女子ワールドカップ
- 2002 - アジア予選敗退[1]
- 2004 - アジア予選敗退[1]
- 2006 - 優勝
- 2008 - 準優勝
- 2010 - ベスト8
- 2012 - ベスト8
- 2014 - 4位
- 2016 - 優勝
- 2018 - ベスト8
- 2022 - 不参加
- 2024 - 優勝

## AFC U-19 女子選手権
- 2002 - 4位
- 2004 - 3位
- 2006 - 準優勝
- 2007 - 優勝
- 2009 - 3位
- 2011 - 準優勝
- 2013 - 準優勝
- 2015 - 準優勝
- 2017 - 準優勝
- 2019 - 準優勝
- 2024 - 優勝